# 김강 (1917년)
김강(金剛, 1917년~)는 조선민주주의인민공화국의 군인, 정치인이다. 연안파의 일원이었다.